# Áskell Löve
Áskell Löve ( 1916 -1994) fue un botánico y fitogeógrafo islandés, que investigó en Universidades de Suecia, Canadá, y EE. UU.
Tuvo un activo liderazgo en la ciencia de la Citotaxonomía y de la Fitogeografía. Trabajó por largos años en el "Departamento de Biología", de la Universidad de Colorado. Previamente había sido profesor e investigador en el "Departamento de Botánica", de la Universidad de Manitoba. Con su mujer y colega, la sueca Doris, hicieron una pareja de fitogeógrafos de mérito.
Löve se interesó particularmente en los números cromosómicos de plantas. Publicó numerosos Arts. en ese campo, incluyendo la edición de más de cien reportes de números cromosómicos publicados en la journal Taxon entre 1964 y 1988. Realizó grandes contribuciones a los parientes evolutivos y taxonómicos del trigo de las triticáceas.

## Algunas publicaciones
- 1945. Íslenzkar jurtir ... / Med myndum eftir Dagny Tande Lid. Ed. Kaupmannahöfn, E. Munksgaard. 291 pp.
- 1947. Löve, Á.; D. Löve. Studies on the origin of the Icelandic flora. I. Cyto-ecological investigations on Cakile. Ed. Reykjavík. 29 pp.
- 1953. Löve, Á.; D. Löve. Studies on Bryoxiphium. The Bryologist, Vol. 56, N.º 3, pp. 183-203
- 1954. Löve, Á.; D. Löve. Cytotaxonomical Studies on the Northern Bedstraw. Am.Midland Naturalist, Vol. 52, N.º 1, pp. 88-105
- 1956. Löve, Á.; D. Löve. Chromosomes & taxonomy of eastern North American Polygonum. Bot. 34(4): 501-521
- 1960. Flora of the Land of Israel. The Quarterly Review of Biology, Vol. 35, N.º 1, 95-96
- 1961. Löve, Á.; D. Löve. Chromosome numbers of Central and Northwest European plant species. Ed. Stockholm, Distributor: Almqvist & Wiksell. 581 pp.
- 1962. Symposium on Biosystematics. Proc. V.H. Heywood & Áskell Löve. Utrecht. Ed. Int.Ass.Plant Taxon., International Bureau for Plant Taxonomy and Nomenclature. 72 pp.
- 1963. North Atlantic biota and their history; a symposium held at the University of Iceland, Reykjavík, July, 1962, under the auspices of the University of Iceland and the Museum of Natural History. / Sponsored by the NATO Advanced Study Institutes Program. Ed. Áskell Löve & Doris Löve. [Oxford] : Pergamon Press. 430 pp.
- 1966. The Evolutionary Significance of Disjunctions. Taxon, Vol. 16, N.º 4, IOPB Symposium on Biosystematics, Tokio, pp. 324-333
- 1970. Emendations in the Icelandic Flora. Taxon, Vol. 19, N.º 2, pp. 298-302
- 1974. Löve, Á.; D. Löve. Plant chromosomes. Ed. Vaduz : J. Cramer ; Beaverton, Ore. 184 pp.
- 1974. Löve, Á.; D. Löve. Cytotaxonomical atlas of the Slovenian flora. Ed. Lehre : J. Cramer. 1241 pp.
- 1975. Löve, Á.; D. Löve. Cytotaxonomical atlas of the Arctic flora. 598 pp. Ed. Vaduz J.Cramer. ISBN 3-7682-0976-8
- 1975. Löve, Á.; D. Löve. Nomenclatural adjustments in some European monocotyledons. Folia Geobotanica Vol. 10, N.º 3, ISSN 1211-9520
- 1977. Löve, Á.; D. Löve; R.E.G. Pichi Sermolli. Cytotaxonomical atlas of the Pteridophyta. Ed. Vaduz: J. Cramer. 398 pp.

- La abreviatura «A.Löve» se emplea para indicar a Áskell Löve como autoridad en la descripción y clasificación científica de los vegetales.[9]